# Mwesen
Le mwesen est une langue océanienne parlée au nord du Vanuatu dans le sud-est de l’île Vanua Lava, située dans l’archipel des îles Banks. C’est une langue en danger : elle n’a qu’une dizaine de locuteurs et les jeunes parlent désormais une langue voisine, le vurës.
Le nom mosina été utilisé pour désigner à la fois le vurës et le mwesen (que certains linguistes considèrent comme un dialecte du vurës). Mwesen est le nom du village où cette langue est parlée, et Mosina est son nom en mota.

## Voyelles
Le mwesen a sept voyelles .
|             | Antérieures | Postérieures |
| ----------- | ----------- | ------------ |
| Fermées     | i           | u            |
| Pré-fermées | ɪ           | ʊ            |
| Mi-ouvertes | ɛ           | ɔ            |
| Ouvertes    | a           | a            |